# Tipula (Hesperotipula) sweetae
Tipula (Hesperotipula) sweetae is een tweevleugelige uit de familie langpootmuggen (Tipulidae). De soort komt voor in het Nearctisch gebied.